# Pietrabbondante
Pietrabbondante község (comune) Olaszország Molise régiójában, Isernia megyében.

## Fekvése
A megye keleti részén fekszik, Monte Caraceno lábainál. Határai: Agnone, Castelverrino, Chiauci, Civitanova del Sannio, Pescolanciano és Poggio Sannita.

## Története
A település már az ókorban létezett, erre utalnak a 18. században feltárt szamnisz színház romjai. A mai, tulajdonképpeni település a 9-10. században alakult ki és a Beneventói Hercegség egyik grófsága volt. Később Chieti fennhatósága alá tartozott. A 19. század elején nyerte el önállóságát, amikor a Nápolyi Királyságban felszámolták a feudalizmust. Előbb Abruzzo része lett, 1811-ben Moliséhez csatolták.

## Népessége
A népesség számának alakulása:

## Főbb látnivalói
- egy ókori (valószínűleg szamniszok által épített) színház romjai
- Palazzo Marchesani
- Santa Maria Assunta-templom